# P. H. Lundgrens Kakelfabrik
P. H. Lundgrens Kakelfabrik var en kakelfabrik i Stockholm, grundad som B.H. Lundgrens kakelfabrik på 1860-talet.
Grundaren Bror Hjalmar Lundgren hade tidigare varit verksam i Örebro sedan 1854 då han 1865 gick samman med Larsson Kakelfabrik och etablerade sig på Södermalm som B. H. Lundgrens & Co Kakelfabrik. 1892 gick firman i konkurs och Bror Hjalmar Lundgren flyttade till Västerås. Fabriken övertogs därefter av sonen Per Hjalmar Lundgren under namnet P. H. Lundgren & Co. Fabriken förstördes 1906 av en brand men återuppbyggdes. 1907 avled Lundgren, men de anställda drev fabriken vidare till 1913 då den lades ned.
I krukmakeriet arbetade holländska drejare. Förutom kakelugnar tillverkades även prydnadsföremål, urnor och blomkrukor med mera. Fabriken hade 1901 omkring 80 anställda. Ottilia Adelborg var 1896-1897 mönsterdesigner vid fabriken.